# Niles (Michigan)
Pour les articles homonymes, voir Niles.
Niles est une ville dans l’État américain du Michigan, dans le comté de Berrien. Sa population est de 11 600.
Située au bord de la rivière Saint-Joseph, près du lac Michigan, la ville occupe une position stratégique. Elle est située sur l'emplacement du Fort Saint-Joseph, établi par des Français en 1691.

## Personnalité liées
- Edward L. Hamilton (1857-1923), homme politique américain
- Horace Elgin Dodge (1868-1920), homme d'affaires américain